# إبراهيم شرف
إبراهيم شرف (13 نوفمبر 1936 - 1 سبتمبر 2000) هو الأمين العام الأسبق لجماعة الإخوان المسلمين وعضو مكتب الإرشاد فيها وأحد الضباط السابقين بالقوات المسلحة المصرية، وشارك فور تخرجه في صد العدوان الثلاثي على مصر عام 1956، ثم استقر عمله على الحدود المصرية في منطقتي العريش والشيخ زويد.

## حياته ونشأته
ولد في 13 نوفمبر 1936، وانضم للكلية الحربية التي تخرج فيها عام 1956 ، وتعرف على الإخوان في شبابه، تزوج من الدكتورة مكارم الديرى أستاذة الأدب العربي بجامعة الأزهر ومرشحة الإخوان المسلمين للبرلمان عام 2005 عن دائرة مدينة نصر شرق القاهرة وقد خطبها عن طريق صديقه وعمها ممدوح الديري الأستاذ في كلية العلوم بجامعة الزقايق، والذي كان يقضي عقوبة السجن المؤبد في قضية تنظيم 65 وقد ورزق «شرف» بستة أبناء هم محمد وأمير ومهند وجهاد وحنان وأماني.

## الاعتقال
- اعتقل في العام 1965 حتى أفرج عنه عام 1974، ليتزوج بالدكتورة مكارم الديري.
- بعد خروجه من السجن تفرَّغ للعمل الدعوي، حيث لازم مرشد الإخوان عمر التلمساني ومن بعده محمد حامد أبو النصر ومصطفى مشهور وعايش معهم كل أحداث الحركة الإسلامية في مصر والعالم.
- في عام 1981م دخل السجن مرة أخرى بعد قرارات سبتمبر الشهيرة للرئيس أنور السادات.

## وفاته
داهم المرض إبراهيم شرف، حيث وافته المنيّة في سبتمبر من عام 2000 في لندن التي سافر إليها للعلاج.